# Graciela Iturbide
Graciela Iturbide (ur. 16 maja 1943 w Meksyk) – fotografka, pracowała jako asystentka Manuela Álvareza Bravo – jednego z najbardziej rozpoznawalnych meksykańskich fotografów. Artystka łączy w swoich pracach spontaniczność z inspiracją fotografiami Henriego Cartiera-Bressona.
Głównym medium Iturbide jest fotografia czarno-biała. Narracje w swoich dziełach buduje na styku prostoty i piękna. Głównym tematem jej fotografii jest dokumentacja rdzennej ludności Meksyku, między innymi społeczności Seri, Misteków oraz Zapotec. Tak powstały jej najbardziej znane fotografie, takie jak Nuestra Señora de las Iguanas (Our Lady of Iguanas, 1979) ukazująca kobietę z ludności Zapotec, która nosi na głowie żywe legwany tworzące nietuzinkową koronę, czy Mujer Angel (Angel Woman, 1979) przedstawiające kobiety w kontekście jej rdzennego pochodzenia i współczesności, w tym wątków postkolonialnych. Autorka w swoich pracach czerpie natchnienie z podań, legend, ról kulturowych w danych rdzennych społecznościach.
Iturbide była określana jako antropolożka wizualna, która analizowała za pomocą kamery struktury społeczne kraju. Czasami przyznała się do prób przedstawiania „meksykańskiego tempa” (Mexican tempo), regionalnego stosunku do historii i czasu.
Jej fotografie znajdują się w stałych kolekcjach takich instytucji jak: Tate Modern w Londynie, Musée National d’art Moderne w Paryżu, Centre Georges Pompidou w Paryżu, Museum of Fine Arts w Bostonie, Ośrodku kultury Casa de la Cultura de Juchitán w miejscowości Juchitán de Zaragoza w stanie Oaxaca w Meksyku, Museum of Fine Arts, Houston, San Francisco Museum of Modern Art.